# Königsbrunn (zaniklá ves)
Königsbrunn byla středověká vesnice nacházející se přibližně 1,5 až 2 km severozápadně od Valtic v Jihomoravském kraji. První písemná zmínka pochází z roku 1338, ves byla osídlena minimálně do roku 1451, ale pravděpodobně zanikla během česko-uherských válek v roce 1468. Archeologické nálezy potvrzují existenci středověkého osídlení, ale přesná lokalizace zůstává nejistá.

## Historie
První zmínka o vesnici pochází z roku 1338, další doklady se objevují v letech 1358 a 1451, kdy je Königsbrunn uváděn jako stále obydlený. V roce 1414 není zmíněn v urbáři lichtenštejnského panství, což naznačuje možné dočasné opuštění. Zánik vesnice je pravděpodobně spojen s vojenskými operacemi během česko-uherských válek, kdy byla oblast vypleněna a vypálena. V roce 1504 je poprvé uváděna jako pustá a tento stav přetrval i v roce 1570.

## Lokalizace
Vesnice se pravděpodobně nacházela při Valtickém potoce, poblíž rybníka Nesyt. Pomístní názvy jako „Königsbrunner Feld“ („Královské pole“) nebo „Královské studny“ (Königsbrunn) naznačují její historickou polohu. Dnes je toto území převážně zemědělsky využíváno.

## Archeologické nálezy
Archeologický průzkum lokality odhalil čtyři naleziště evidované v systému SAS. V oblasti „Královské studny“ se našla středověká keramika, v dalším místě bylo identifikováno sídliště, na jiném místě byly zachyceny pravoúhlé struktury viditelné z letecké prospekce a poblíž intravilánu Valtic byl nalezen středověký objekt. Povrchové sběry keramiky zde probíhaly zejména v letech 2018–2020.